# Port Kilindini
Le port Kilindini (Bandari ya Kilindini en kiswahili) à Mombasa est le seul port maritime international du Kenya et le plus grand port d'Afrique de l'Est. Il dessert tout l'arrière-pays kenyan et ougandais. Il est géré par la Kenyan Ports Authority. Outre son rôle important dans le fret est-Africain, il est également fréquenté par des navires de croisière.
Kilindini signifie « profond » en swahili, car il est situé dans un aber qui peut atteindre 55 mètres de profondeur, quoique le tirant d'eau ne dépasse pas 17,5 m dans le chenal d'entrée.